# Kyosuke Kamiyama
Kyosuke Kamiyama (japanisch 神山 京右 Kamiyama Kyosuke; * 2. Januar 2000 in der Präfektur Kanagawa) ist ein japanischer Fußballspieler.

## Karriere
Kyosuke Kamiyama erlernte das Fußballspielen in der Jugendmannschaft des Yokohama FC sowie in der Universitätsmannschaft der Tōyō-Universität. Seinen ersten Profivertrag unterschrieb er am 1. Februar 2022 bei Kataller Toyama. Der Verein aus Toyama, einer Stadt in der gleichnamigen Präfektur Toyama, spielt in der dritten japanischen Liga. Sein Drittligadebüt gab Kyosuke Kamiyama am 13. März 2022 (1. Spieltag) im Auswärtsspiel gegen den Ehime FC. Hier stand er in der Startelf und wurde nach der Halbzeitpause gegen Yōji Sasaki ausgewechselt. Kataller Toyama gewann das Spiel 2:1. Am Ende Saison 2024 belegte er mit dem Verein den dritten Platz und qualifizierte sich für die Aufstiegsspiele. Hier spielte man im Finale gegen Matsumoto Yamaga 2:2-Unentschieden. Da Katallar in der regulären Spielzeit den dritten Platz belegte, stieg man in die zweite Liga auf.